# Bahnstrecke Alsóörs–Veszprém
| Empfangsgebäude von Balatonalmádi-Remetevölgy (2006) |                      |                                                     |                                                     |
| Kursbuchstrecke (MÁV): | 11                   |                                                     |                                                     |
| Streckenlänge: | 22 km                |                                                     |                                                     |
| Spurweite: | 1435 mm (Normalspur) |                                                     |                                                     |
| |                      |                                                     |                                                     |
| \| \| \| von Tapolca \| \| \| \| Alsóörs \| \| \| \| Káptalanfüred (ehem. mit Abzw) \| \| \| \| nach Börgönd \| \| \| \| Balatonalmádi-Öreghegy \| \| \| \| Sárkuta 4. sz. őrház \| \| \| \| Balatonalmádi-Remetevölgy \| \| \| \| Szentkirályszabadja \| \| \| \| Meggyespuszta \| \| \| \| Anschlussgleis Militärflugplatz Szentkirályszabadja \| \| \| \| Veszprém ipartelepek \| \| \| \| Veszprém \| \| \| \| nach Győrszabadhegy \| |                      |                                                     |                                                     |
| Strecke |                      | von Tapolca                                         | von Tapolca                                         |
| Bahnhof |                      | Alsóörs                                             | Alsóörs                                             |
| Haltepunkt / Haltestelle |                      | Káptalanfüred (ehem. mit Abzw)                      | Káptalanfüred (ehem. mit Abzw)                      |
| Abzweig ehemals geradeaus und nach rechts |                      | nach Börgönd                                        | nach Börgönd                                        |
| Bahnhof (Strecke außer Betrieb) |                      | Balatonalmádi-Öreghegy                              | Balatonalmádi-Öreghegy                              |
| Haltepunkt / Haltestelle (Strecke außer Betrieb) |                      | Sárkuta 4. sz. őrház                                | Sárkuta 4. sz. őrház                                |
| Haltepunkt / Haltestelle (Strecke außer Betrieb) |                      | Balatonalmádi-Remetevölgy                           | Balatonalmádi-Remetevölgy                           |
| Bahnhof (Strecke außer Betrieb) |                      | Szentkirályszabadja                                 | Szentkirályszabadja                                 |
| Haltepunkt / Haltestelle (Strecke außer Betrieb) |                      | Meggyespuszta                                       | Meggyespuszta                                       |
| Abzweig geradeaus und von rechts (Strecke außer Betrieb) |                      | Anschlussgleis Militärflugplatz Szentkirályszabadja | Anschlussgleis Militärflugplatz Szentkirályszabadja |
| Haltepunkt / Haltestelle (Strecke außer Betrieb) |                      | Veszprém ipartelepek                                | Veszprém ipartelepek                                |
| Bahnhof (Strecke außer Betrieb) |                      | Veszprém                                            | Veszprém                                            |
| Strecke (außer Betrieb) |                      | nach Győrszabadhegy                                 | nach Győrszabadhegy                                 |

Die Bahnstrecke Alsóörs–Veszprém war eine Eisenbahnverbindung im Komitat Veszprém in Ungarn. Sie verband das nördliche Balatonufer bei Balatonalmádi mit der Stadt Veszprém.

## Geschichte
Die Strecke wurde 1909 als Flügelbahn der das nördliche Balatonufer erschließenden Bahnstrecke Börgönd–Tapolca eröffnet. Sie zweigte in Káptalanfüred aus dieser ab und mündete im Stadtbahnhof von Veszprém in die Bahnstrecke Győrszabadhegy–Veszprém.
1968 wurde die Einstellung des Eisenbahnverkehrs wegen zu geringer Wirtschaftlichkeit beschlossen. Am 31. Dezember 1969 erfolgte die Stilllegung des Abschnitts Káptalanfüred–Meggyespuszta, am 31. März 1972 die der restlichen Strecke von Meggyespuszta über Veszprém bis Veszprém külső pu. an der Hauptbahn Székesfehérvár–Celldömölk. Nur kurz vor der Stilllegung war der Haltepunkt mit Abzweigstelle in Káptalanfüred modernisiert worden. Der Inselbahnsteig zeugt bis heute von der ehemaligen Strecke.

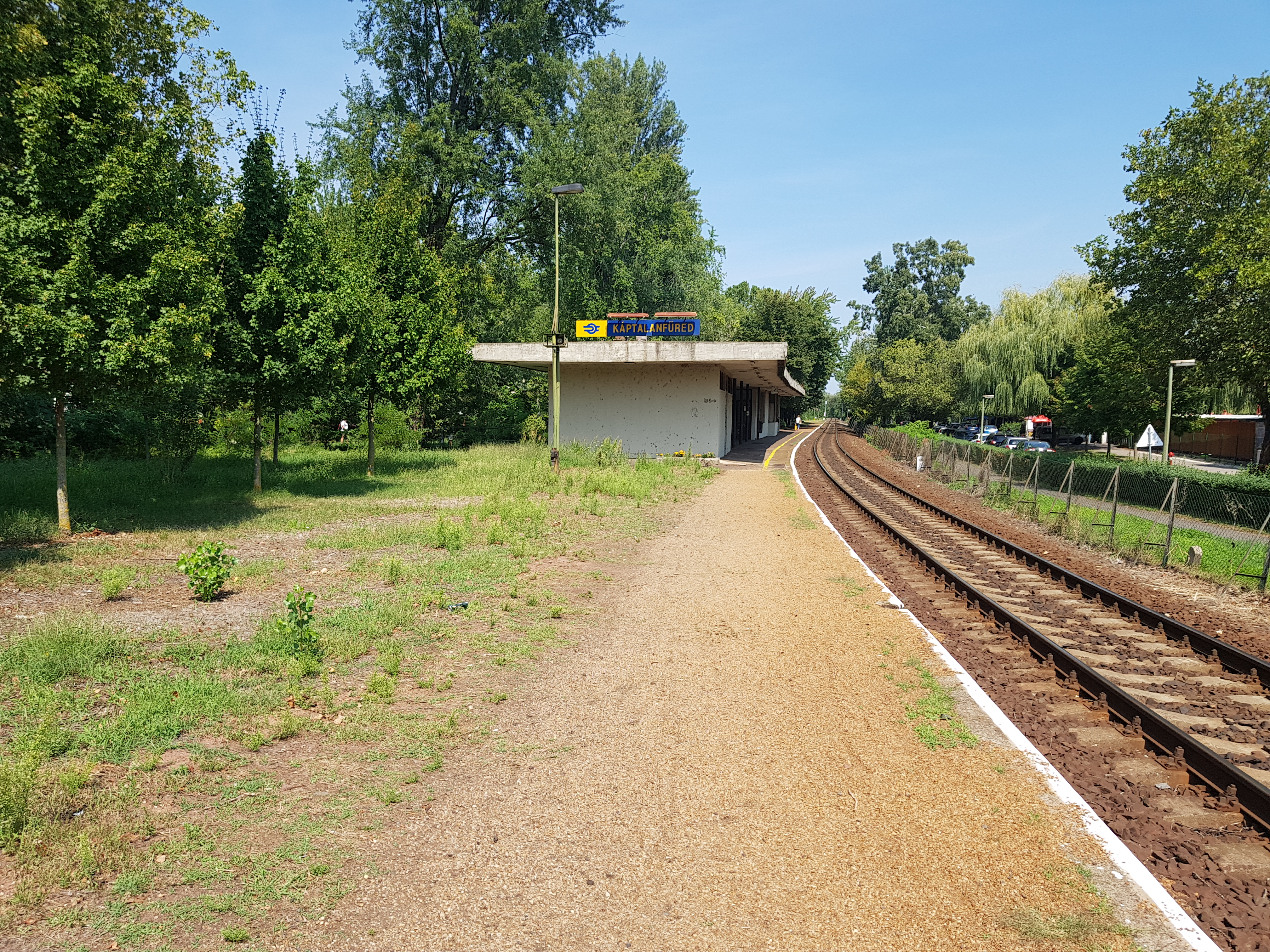
Haltepunkt Káptalanfüred mit ehemaligem Inselbahnsteig (2019)
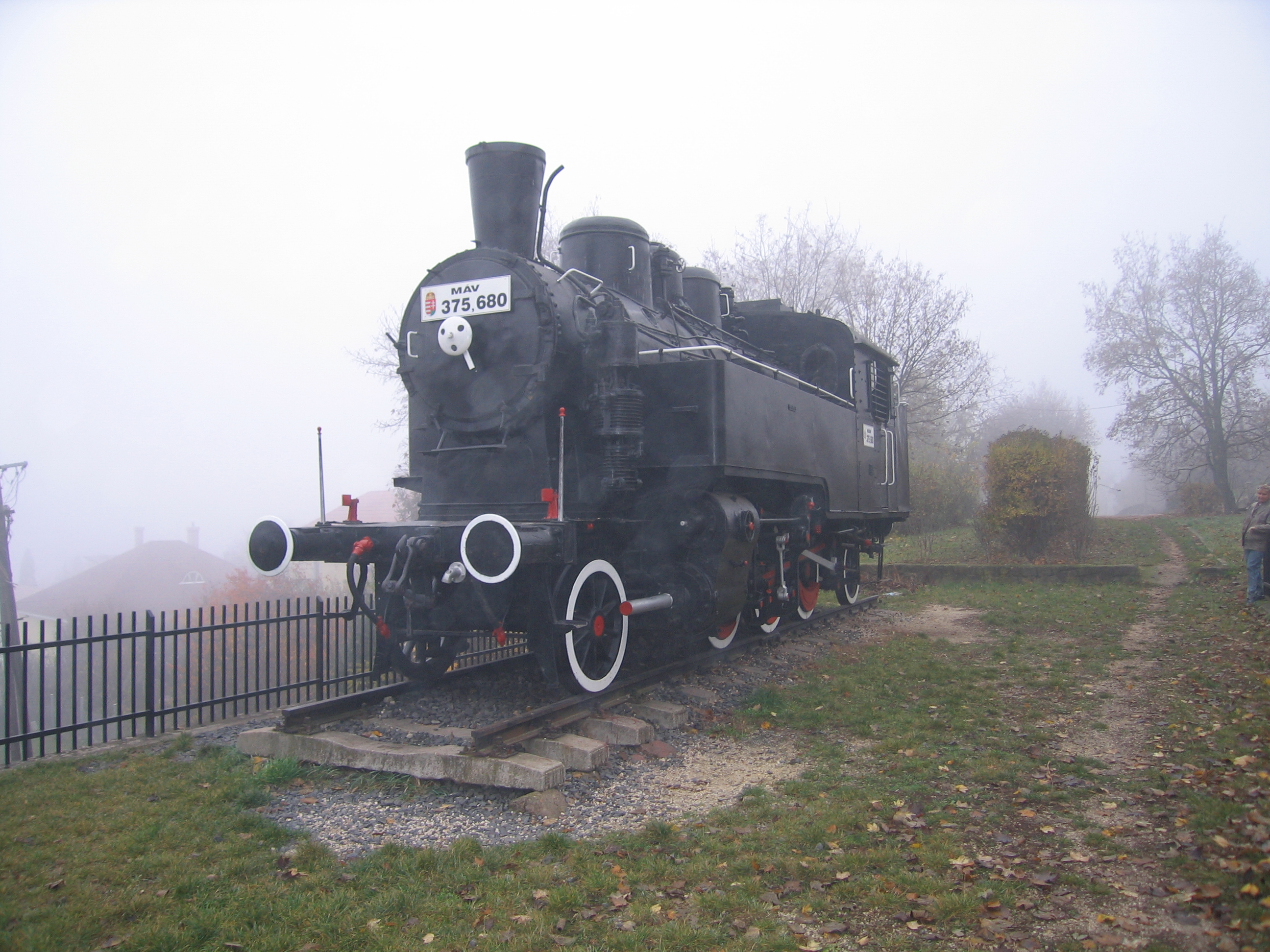
Denkmallok in Balatonalmádi (2006)
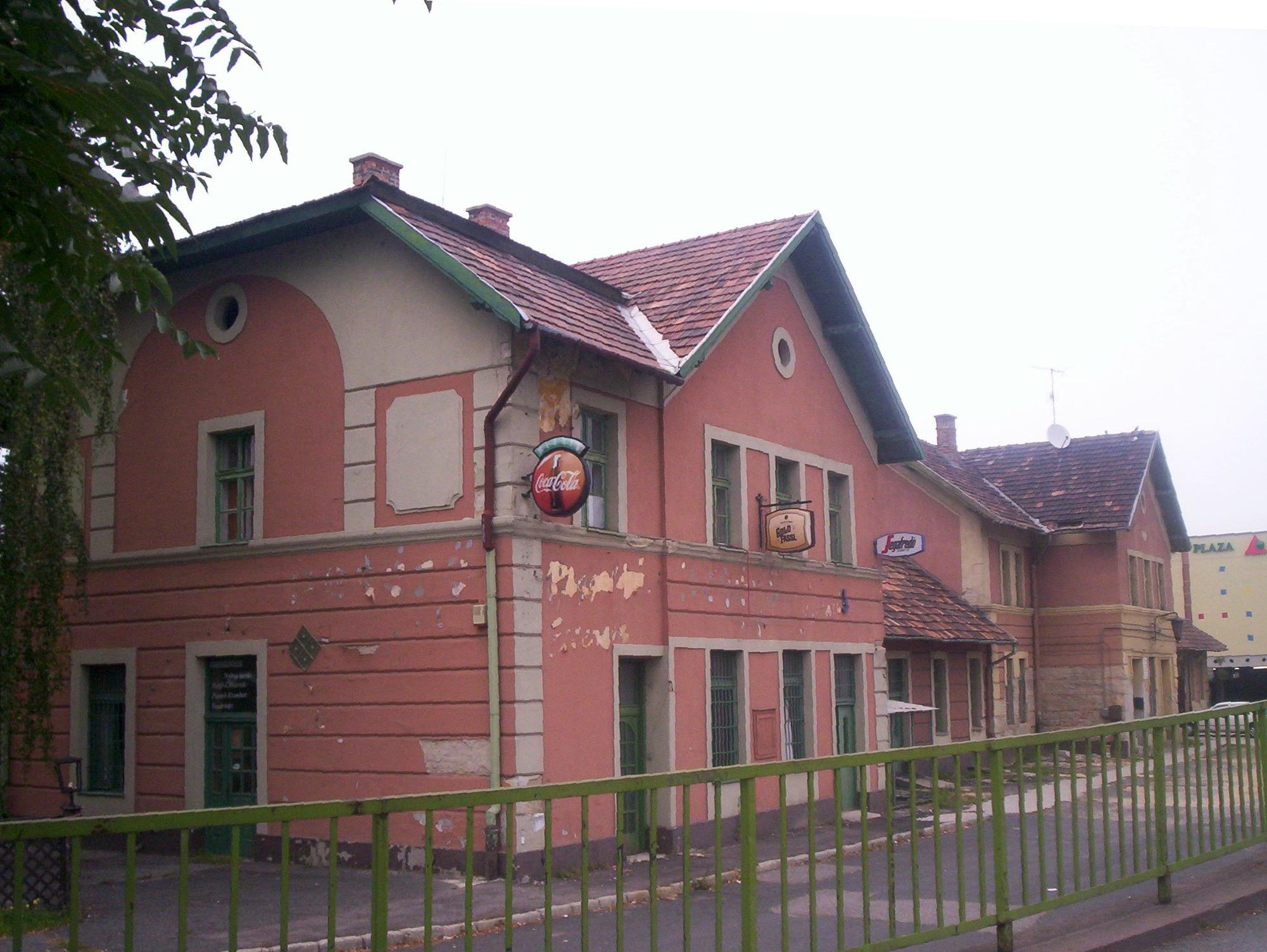
Empfangsgebäude von Veszprém (2005)

## Streckenbeschreibung
Die Strecke zweigte am Haltepunkt Káptalanfüred aus der am nördlichen Balatonufer verlaufenden Bahnstrecke Börgönd–Tapolca in Richtung Nordwesten ab und gewann in bogenreicher Streckenführung in der Ortslage von Balatonalmádi an Höhe. Anschließend verlief sie in nordwestlicher Richtung vorbei an Szentkirályszabadja auf Veszprém zu und ging im östlich des Zentrums gelegenen Stadtbahnhof von Veszprém in die Bahnstrecke nach Győrszabadhegy über.

## Betrieb
Im Sommerfahrplan 1943 verkehrten auf der Strecke vier Zugpaare, zwei davon von Győr kommend. Dabei wurden jeweils alle Unterwegshalte bedient. Die Bahnstrecke wurde im Kursbuch als Fortsetzung der Bahnstrecke Győrszabadhegy–Veszprém geführt.